# Агармыш
Агармы́ш (укр. Агармиш, крымскотат. Ağarmış, Агъармыш) — горный массив в Крыму, самая восточная часть внутренней гряды Крымских гор. На территории массива в 1975 году основан комплексный памятник природы общегосударственного значения — Агармышский лес общей площадью 40 га. Располагается рядом с городом Старый Крым.

## Общая информация
Высшая точка — гора Большой Агармыш (высота 722,5 м над у. м.). Это обособленный массив, идущий с юго-запада на северо-восток, протяжённостью около восьми километров. Вершину горы занимает одноимённая яйла. Имеет несколько вершин: г. Большой Агармыш (722,5 м), г. Лысый Агармыш (точная высота неизвестна в связи с карьерными работами), г. Малый Агармыш (665 м), г. Шпиль (491 м), г. Фантальная (413 м), г. Боченко (425 м).

## Топонимика
Массив Агармыш (с крымскотатарского ağarmış — «побелевший», «побледневший», «поседевший») имеет и другие названия: Большой Агармыш, Агермиш, Агирмиш-Даги. Лысый Агармыш (Таз-Агармыш) (на крымскотатарском таз означает «лысый»). Малый Агармыш (Хадыр-Оба, Кадрион, Османчугская гора; Хадыр — мужское имя, Османчик — бывшее название села Холодовка). С запада к Агармышу примыкают горы Бака-Таш и двухвершинный Яман-Таш — Большой и Малый (на крымскотатарском языке baqa — «лягушка», yaman — «плохой», «злой», taş — «камень»).

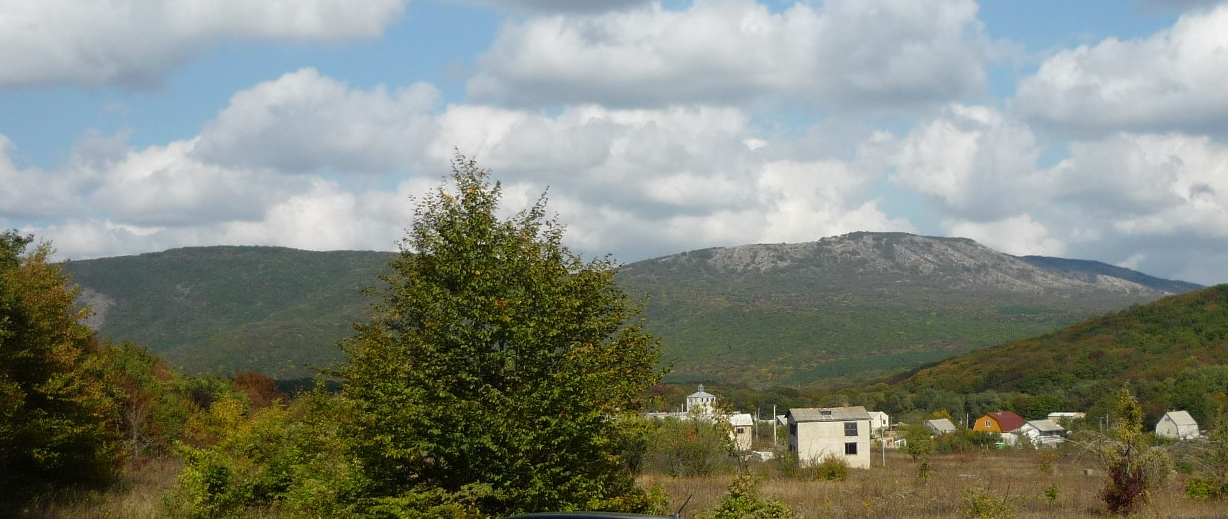
Массив Агармыш (вид из Лесной Поляны); слева г. Шпиль, справа г. Большой Агармыш; за ним видна покрытая лесом г. Малый Агармыш

## История и Агармыш
В долине под Агармышем в 1956—1959 годах экспедиция Т. Н. Кругликовой (АН СССР) г. Москвы нашла стоянку первобытного человека, её возраст 50—70 тыс. лет. На встрече с жителями города Старый Крым, профессор М. Крамаровский сказал, что уже 14 000 лет здесь постоянно живут люди. В средние века от водосборных галерей Агармыша в долину к городу Солхат были проведены глиняные водопроводы. Таким образом Агармыш способствовал процветанию средневекового города. Часть «галерейки» (так называют местные жители старинный галерейный водопровод) функционирует до сих пор. На самом Агармыше сохранились остатки крепостной стены древнего Солхата. Именно отсюда начинал свою топографическую съёмку А. Л. Бертье-Делагард в 1925 г. для определения границ древнего города.

## Пещеры Агармыша
Агармышский карстовый район имеет классический средиземноморский тип. Вода, растворяя верхнеюрские известняки, образует разнообразные гроты, колодцы, шахты, пещеры.

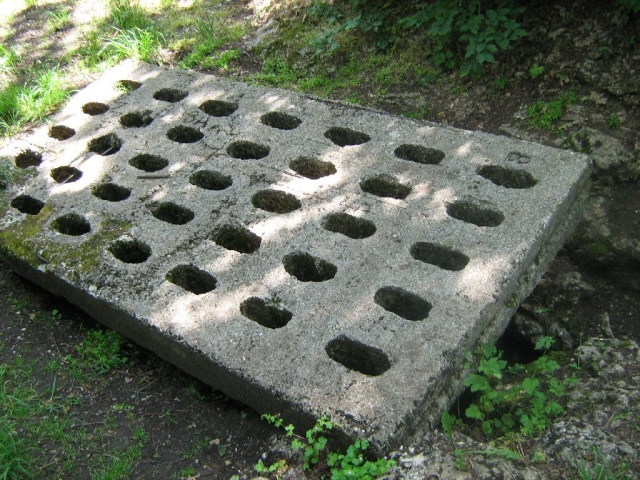
«Бездонный колодец»

- Пещера «Бездонный колодец» (колодец Чингиз-хана, Хулах-ерным (Ухо Земли), Сычёв провал. Вход в пещеру закрыт железобетонной плитой. Во время исследования в 1964 году была определена глубина (42 м), ширина дна (10,4 м х 5,7 м) и наличие газа на глубине. По высокому содержанию углекислого газа и метана Бездонная — единственная в Крыму. Средняя температура +8 °C. Относится к 1 классу сложности и труднодоступности. С пещерой связано предание, согласно которому в ней спрятано ожерелье французской королевы, украденное в 1777 году Жанной Валуа де ла Мотт[3].
- Пещера «Глубокая» — самая большая. Высшая категория сложности. Закрыта для посещения.
- Пещера «Драконья нора». Находится над Дерипнольной балкой Большого Агармыша Здесь в 1941—1983 годах ленинградскими археологами было найдено таврское святилище.
- Пещера «Заячья нора» длина 5 метров, глубина 1 метр.
- Пещера «Каменный мешок» имеет глубину 6 метров.
- Пещера «Комариная» Длина 10 метров.
- Пещера «Лисий хвост». Расположена в Волчьем яру. В 1905 г. в ней была типография социал-демократов, в 1943 г. здесь был партизанский оружейный склад.
- Пещера «Ломоносова» — самая длинная. Глубина 120 метров. Открыта в 1986 году. Высшей категория сложности. Закрыта для посещения.
- Пещера «Медвежье ухо» имеет размеры 3х4 метра, но в ней постоянно холодный воздух.
- Пещера «Маска» Протяжённость от входа около 10 метров, глубина — 2 метра. Находится в Волчьем яру. Наскальные рисунки в виде масок подтверждают, что это место было святилищем тавров. Относится ко второй категории сложности.
- Пещера «Паучья» находится на северном склоне Агармыша.
- Пещера «Погреб» находится на горе Шпиль (напротив Грушевки около Симферопольского карьера). В 1861 году здесь был найден клад с драгоценностями.
- Пещера «Стонущая». Глубина 42 метра. Постоянно падающие с потолка капли издают звуки похожие на стоны. На дне есть озеро глубиной 0,5 метра. Пещера труднодоступна и труднопроходима.

## Агармышский лес
Агармышскому лесу более 200 лет. В 1964 году объявлен заповедным. Бук, дуб, граб — основные породы старокрымского леса. В том же 1964 году также взят под охрану крымский бук. Здесь встречается редкий вид граба — граб восточный, произрастающий в основном в виде кустарниковых форм. Встречается 2 разновидности дуба: пушистый и скальный.
На Агармыше можно проследить границу между областями произрастания двух видов бука: восточного и лесного, которые в результате естественной гибридизации образуют много переходных форм. Также здесь можно встретить ясень, вяз, липу, клён, а из кустарников — кизил, лещину, боярышник, скумпию. Южный склон Агармыша довольно плотно покрыт зарослями, состоящими из можжевельника пирамидального, барбариса, терновника, шиповника, ежевики. Можжевельник высокий и подснежник складчатый являются реликтами третичного периода.
А в самом низу этого склона, сразу за трассой Симферополь-Керчь, находится большой искусственный сосновый бор, посадка которого началась ещё до Великой Отечественной войны и была продолжена после её окончания.

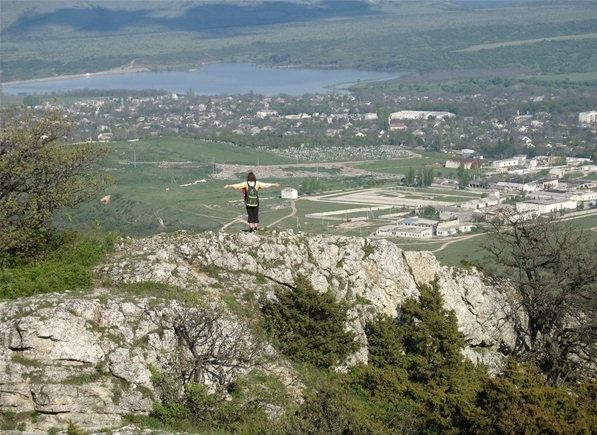
Вид с Агармыша на Старый Крым.
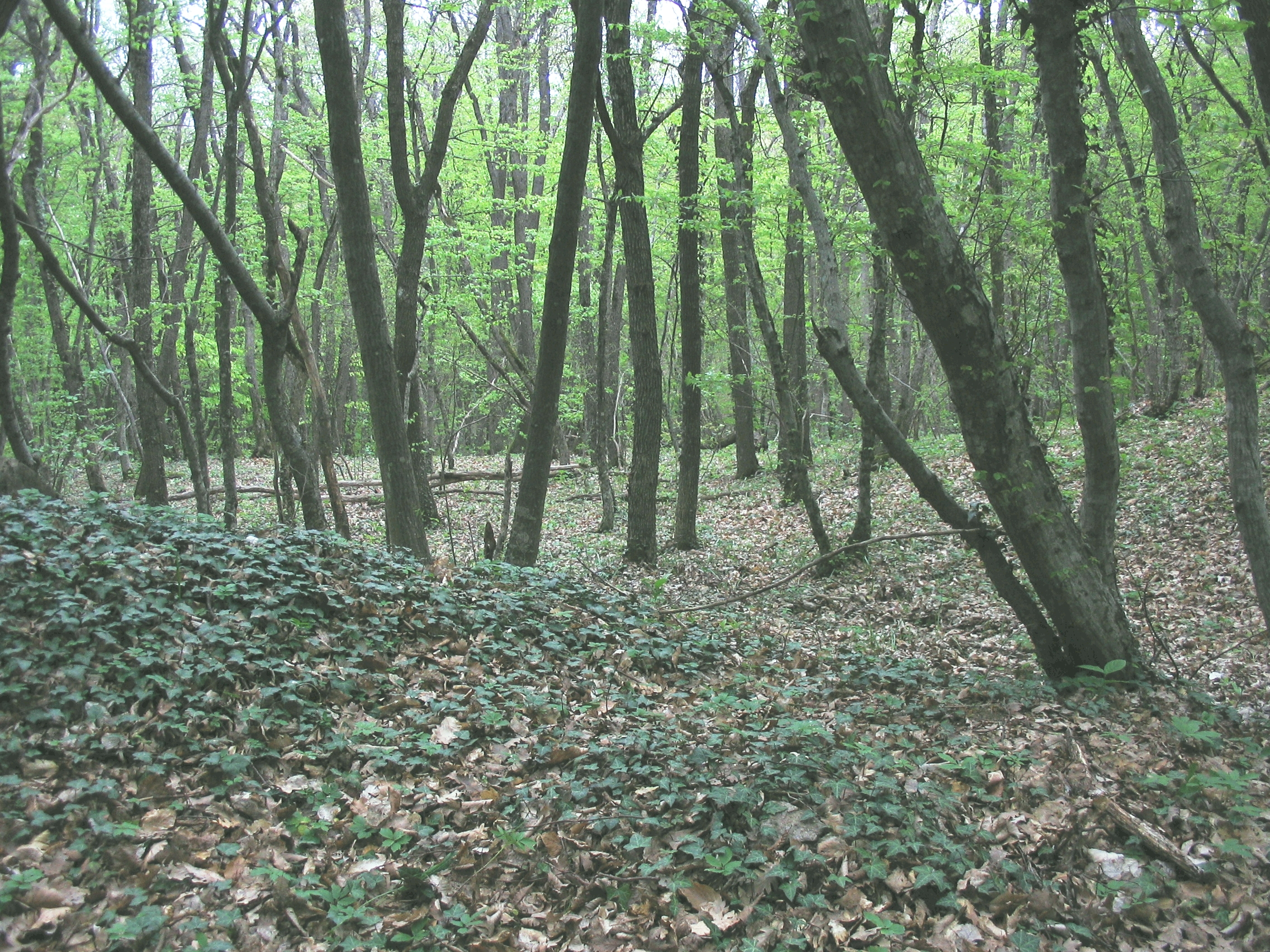
Агармышский лес на северном склоне.
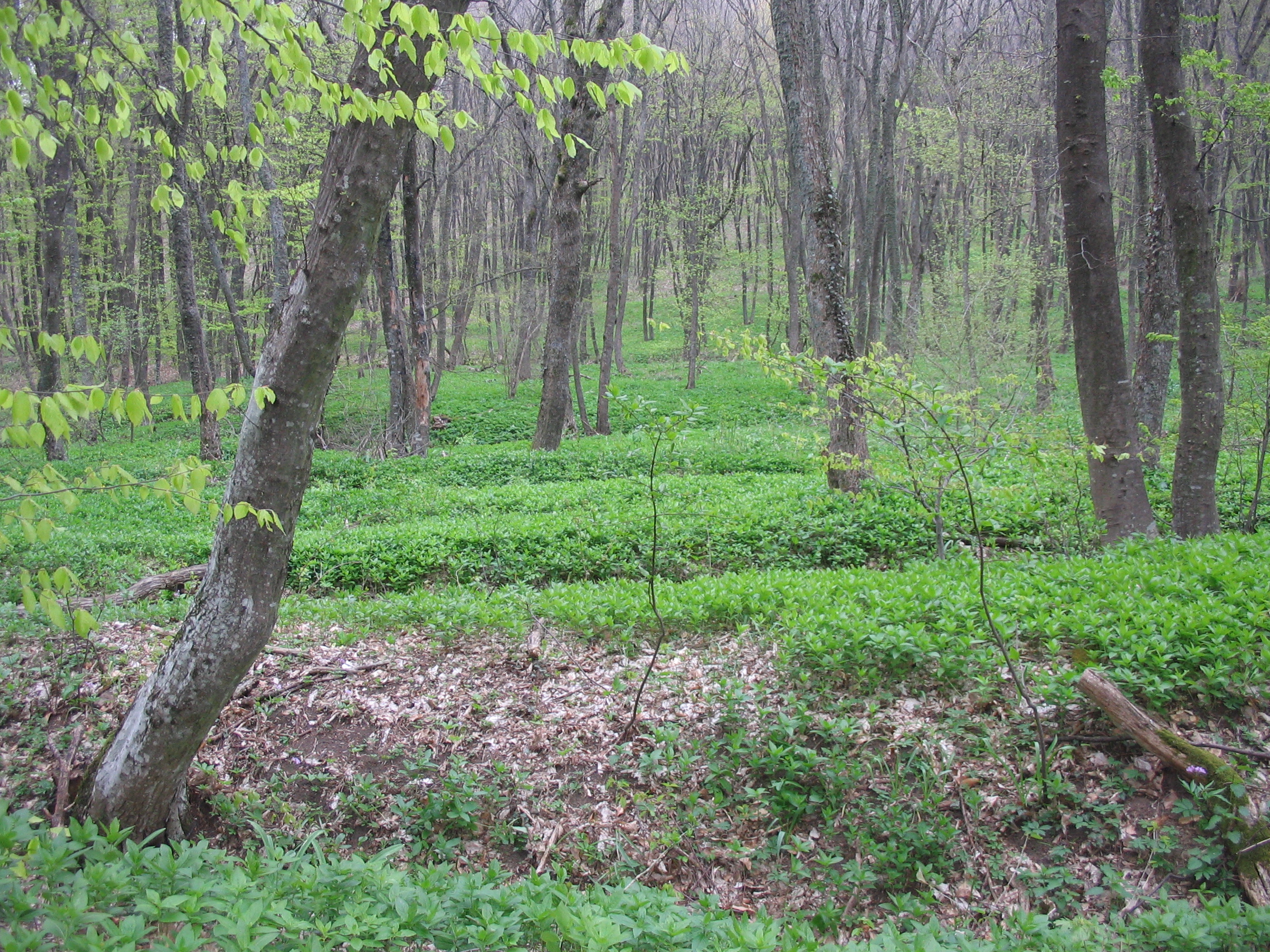
Агармышский лес на восточном склоне.

## Красная книга Агармыша

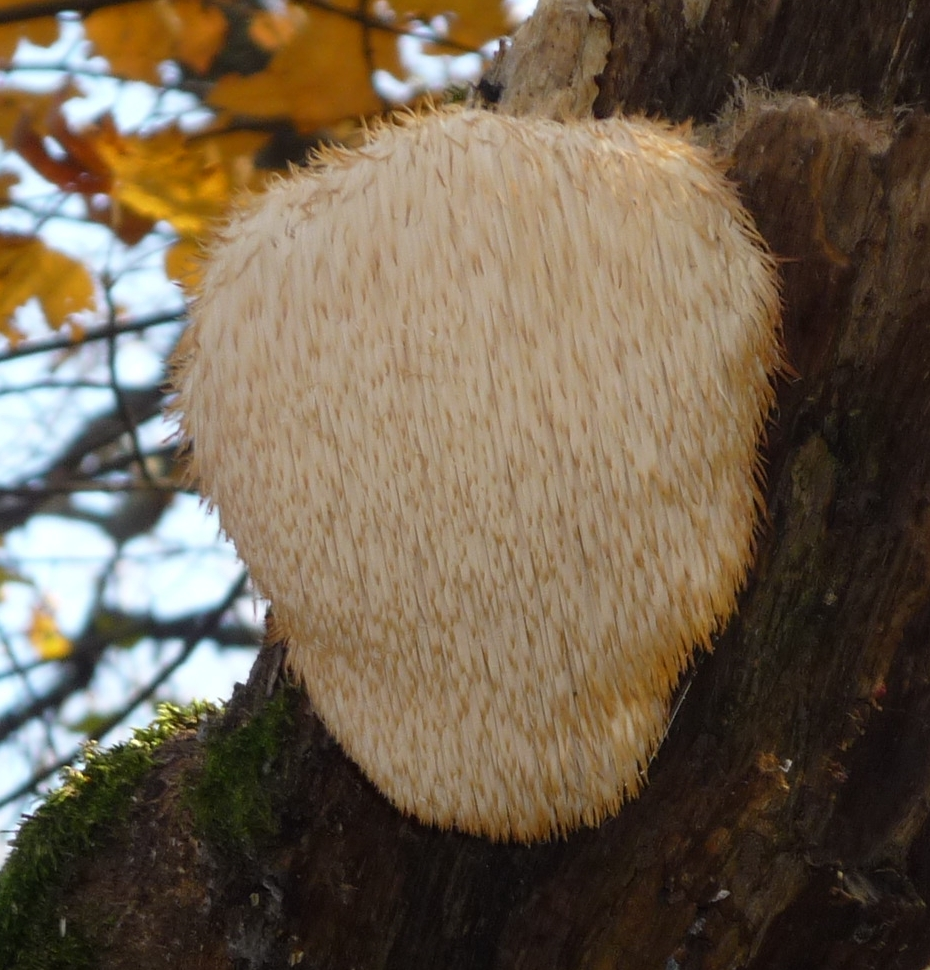
Ежевик гребенчатый